# Bosquerola de coroneta vermella
La bosquerola de coroneta vermella (Basileuterus rufifrons) és una espècie d'ocell de la família dels parúlids (Parulidae). Habita boscos i zones arbustives de Mèxic, Amèrica Central i Colòmbia.